# Argiope ahngeri
Argiope ahngeri là một loài nhện trong họ Araneidae.
Loài này thuộc chi Argiope. Argiope ahngeri được miêu tả năm 1932 bởi Spassky.